# Zaru

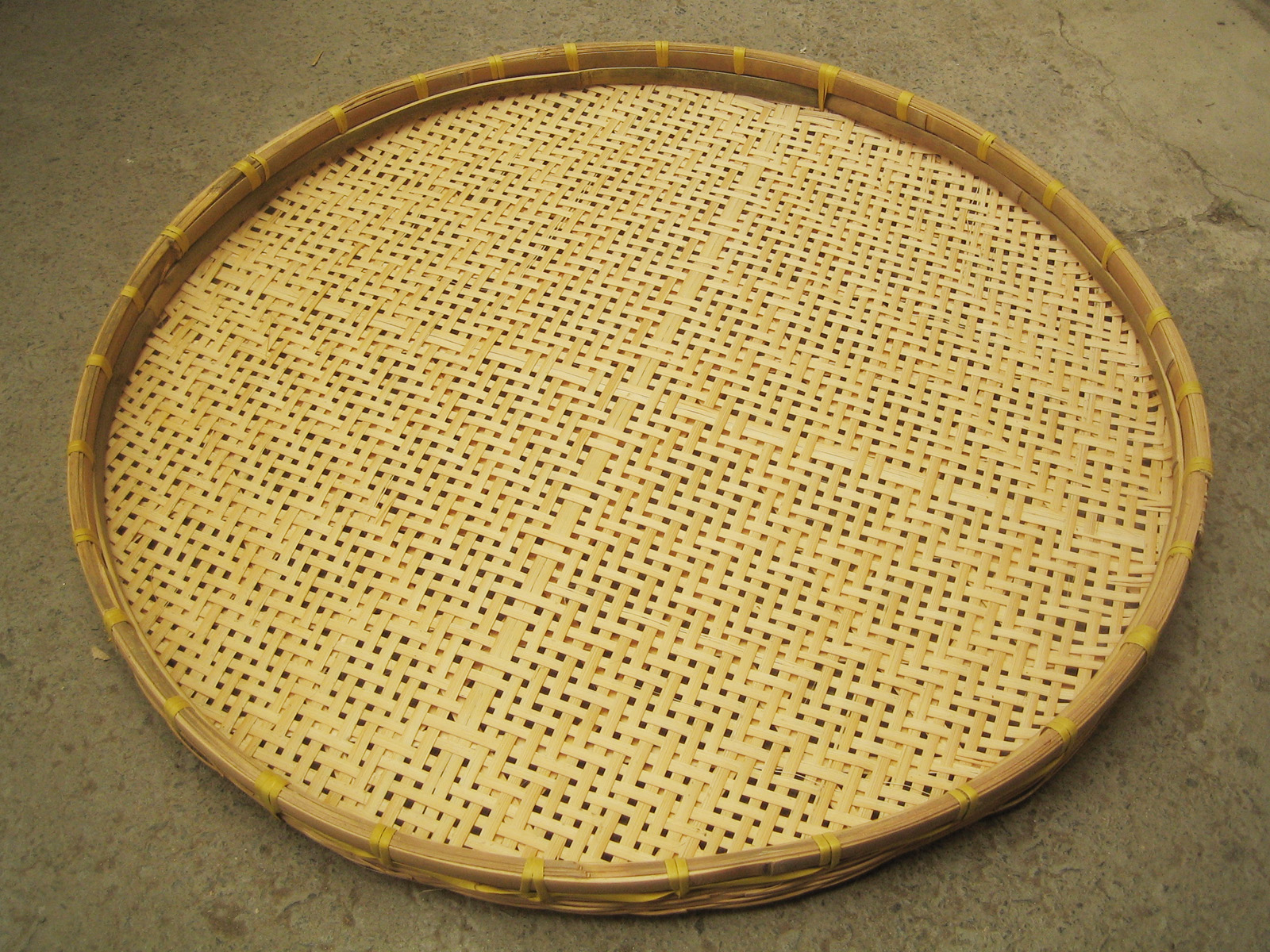
Zaru

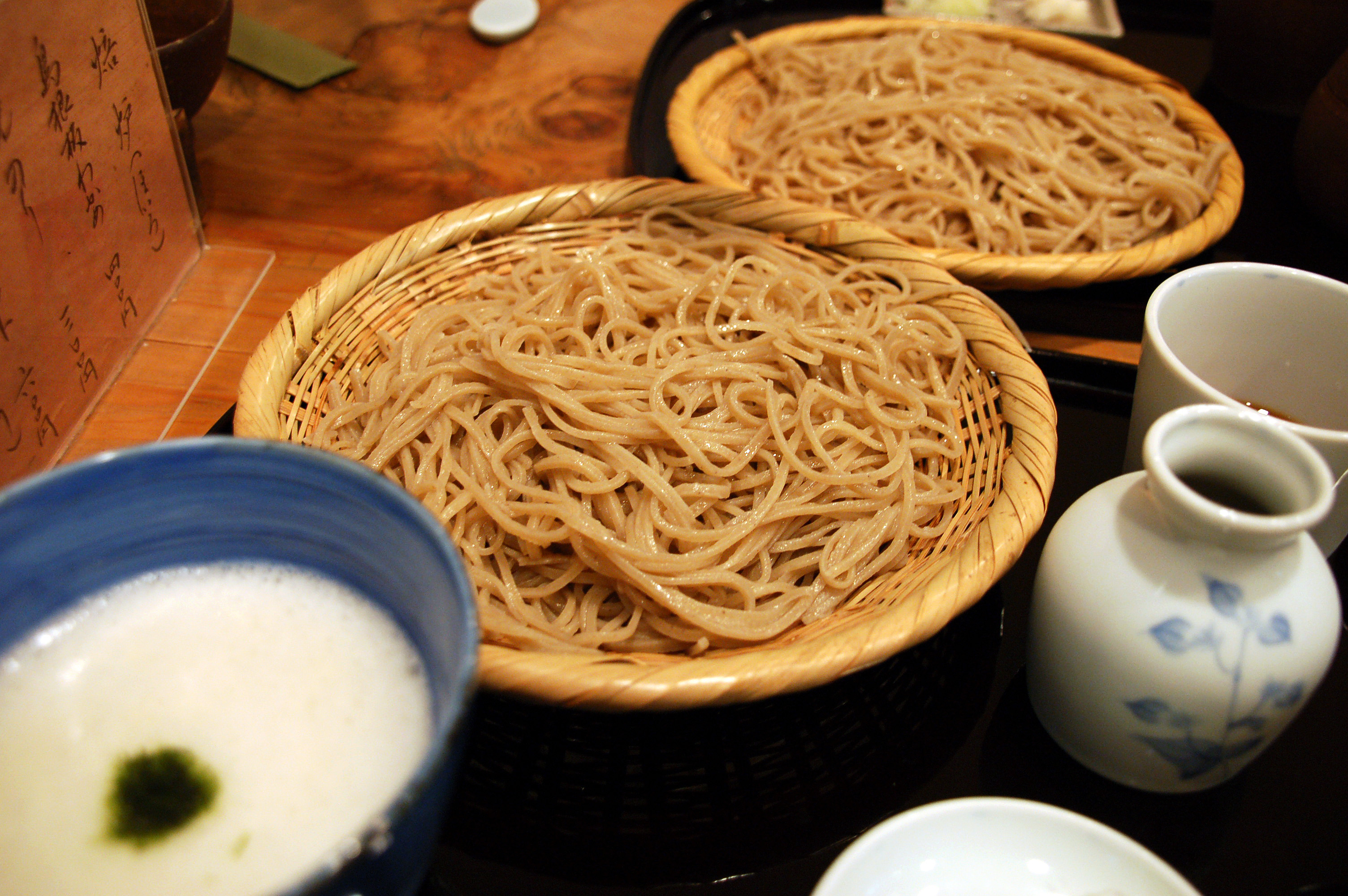
Soba serverad på en zaru

Zaru (japanska: 笊 eller ざる) är ett platt köksredskap av bambu som används vid tillredning och servering av japansk mat. Den kan användas som en sil för avskiljning av till exempel nudlar från vatten. En vacker zaru används också för att servera en rätt som vid zaru soba. Det finns också moderna varianter av zaru som tillverkas av metall eller plast. Dessa används dock sällan för servering eftersom de anses mindre estetiska.